# The Sergeant's Daughter (film 1913)
The Sergeant's Daughter è un cortometraggio muto del 1913. Il nome del regista non viene riportato nei credit del film.

## Produzione
Il film fu prodotto dalla Ryno Film Company (come Dragon Film Company).
Venne girato nell'Accademia militare di West Point.

## Distribuzione
Distribuito dalla Exclusive Supply Corporation, il film uscì nelle sale cinematografiche USA il 19 marzo 1913.